# 艾迪·葛瑞芬
愛德華·葛瑞芬（英語：Edward Griffin，1968年7月15日—），美國男演員和喜劇演員。較著名的作品如電視情境喜劇《馬爾科姆和艾迪》（1996年至2000年）、電影《哈拉猛男秀》（1999年）、《臥底兄弟》（2002年）、《哈拉猛男秀2：歐亞種馬》（2005年）和《捍衛正義》（2007年）。

## 個人生活
艾迪·葛瑞芬已經歷了三段婚姻。16歲的他於1984年娶了了第一任妻子卡拉（Carla）。但他於2002年與第二任妻子羅謝爾（Rochelle）結婚，之後又離了婚。2011年9月8日，他與妮雅·瑞夫（Nia Rivers）結婚。然而，他們以結婚後的一個月，提出了離婚申請，理由是雙方之間不可調和的分歧。他們六個月後正式離婚。

## 外部連結
- 官方网站
- 艾迪·葛瑞芬在互联网电影资料库（IMDb）上的資料（英文）
- 在AllMovie上艾迪·葛瑞芬的頁面（英文）
- Eddie Griffin Going For Broke Official Site @ VH1.com Archive.today的存檔，存档日期2013-01-06